# Martin Su Yao-wen
Martin Su Yao-wen (chinês 蘇耀文 Sū Yàowén; Kaohsiung, 9 de novembro de 1959) é um clérigo católico romano taiwanês e bispo de Taichung.

## Biografia
Martin Su Yao-wen estudou no Seminário Menor do Espírito Santo em Taichung, no Seminário Maior de Taipei e completou os estudos de filosofia e teologia na Universidade Católica Fu Jen.
Foi ordenado sacerdote em 8 de junho de 1989. Após a ordenação ocupou os seguintes cargos: Administrador da Paróquia de Changhua (1989-1990); Pároco em Hoh-sing, Chutang, Lotsu e Yuanlin (1990-1993); enviado pela primeira vez por um ano para a Universidade Saint Louis de São Francisco, onde se formou em educação religiosa, depois estudou na Universidade Fordham em Nova York, obtendo a licenciatura em Educação Religiosa (1993-1997); pai espiritual da associação juvenil da paróquia Nossa Senhora da China, em Nova York (1993-1997); Reitor de Assuntos Gerais da Providence University em Taichung (1997-2006). A oartir de junho de 2006, foi diretor do Ministério de Campus da mesma universidade.
Papa Bento XVI nomeou-o bispo de Taichung em 25 de junho de 2007. O bispo-emérito de Taichung, Joseph Wang Yu-jung, consagrou-o bispo em 25 de setembro do mesmo ano; os co-consagradores foram James Liu Tan-kuei, Bispo Emérito de Hsinchu, e Peter Liu Cheng-chung, Arcebispo ad personam de Kaohsiung.